# 内海の輪

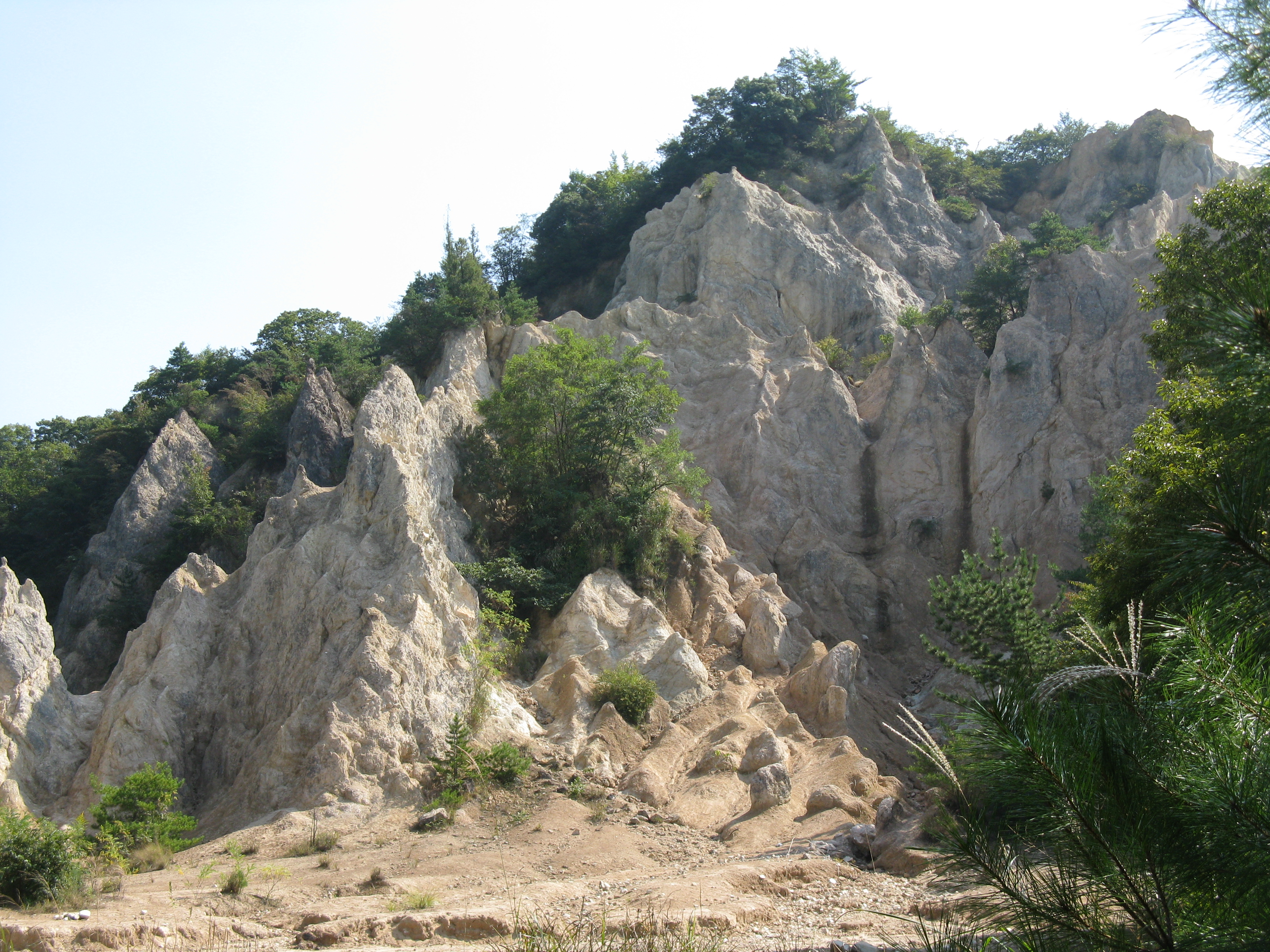
小説の舞台の一つとなる蓬莱峡の地形

『内海の輪』（ないかいのわ）は、松本清張の小説。「黒の様式」第6話として『週刊朝日』に連載され（1968年2月16日号 - 10月25日号）、1969年5月に中編集『内海の輪』収録の表題作として、光文社（カッパ・ノベルス）から刊行された。連載時のタイトルは「霧笛の町」。
1971年に松竹で映画化、また1982年・2001年にテレビドラマ化されている。

## あらすじ
東京のZ大学に勤務する考古学者・江村宗三は、愛媛県松山の洋品店主の妻である西田美奈子と不倫関係になっていた。14年前、美奈子は宗三の兄嫁であった。美奈子の現在の夫・慶太郎は不能な老人となって久しい。落ち合った宗三と美奈子は、広島県の尾道で宿泊したが、火の点いた美奈子は、自分が松山の家を出ることを主張し始める。スキャンダルで考古学会から葬られることを恐れる宗三。有馬温泉に移ると、美奈子は自分が身篭っていることを告げ、宗三の子を産むと宣言、絶望に落ちた宗三はついに思案を固める。

## エピソード
- 文芸評論家の小松伸六は1974年、「私事になるが、「内海の輪」の助教授殺人事件は、ひとごとではなかった。実は昨年、昭和四十八年七月、もとの私の同僚だった大場助教授が、大学院の女子学生を殺し、九月伊豆の海で一家心中をしてしまった事件を経験したからである。正直に告白すると私は松本作品をよんでいるうちに、考古学専攻の江村宗三助教授と大場助教授がダブってきて、困ってしまった。英語を教えていた大場助教授は松本作品の愛読者だったときいている」「私にとっては大場事件を先取りした恐怖の心理小説と思われて仕方がない。好色の戒め、などという手軽な作品ではないのである。大場助教授の死後、出版された彼の翻訳書、ロード・ラグラン（英語版）の「文化英雄」のなかに「暗くなってきたね」とはいわずに「昼が夜に強打されて負けている」という言葉があったが、宗三の姿には「昼（愛情）が夜（憎悪）に攻められて逃げてゆく」殺意の心理過程がはっきり出ているのではなかろうかと考えたりした」と述べている[1]。

## 映画
1971年2月10日に松竹系にて公開された。現在はDVD化されている。

### キャスト
- 岩下志麻（西田美奈子）
- 中尾彬（江村宗三）
- 三國連太郎（西田慶太郎）
- 滝沢修（江村宗三の義父）
- 富永美沙子（川北政代）
- 入川保則（江村寿夫）
- 水上竜子（寿夫の女）
- 加藤嘉（江村修造）
- 北城真記子（江村菊江）
- 赤座美代子（娘幸子）
- 夏八木勲（長谷記者）
- 高木信夫（番頭隅川）
- 高原駿雄（刑事）

他

### スタッフ
- 監督：斎藤耕一
- 製作：三嶋与四治
- 製作補：江夏浩一・織田明
- 脚本：山田信夫・宮内婦貴子
- 撮影：竹村博
- 音楽：服部克久
- 美術：芳野尹孝
- 編集：杉原よ志
- 録音：小林英男
- スチール：赤井博且
- 助監督：三村晴彦
- 照明：中川孝一
- 撮影協力：仙酔島・ニュー錦水国際ホテル、水上温泉・蒼海ホテル、尾道・ホテル金花園、瀬戸内海汽船、全日空、きもの東京呉裳会

### 製作
製作発表
1970年11月5日、東京銀座三笠会館で製作発表が行われ、席上、三嶋与四治松竹製作本部長が「『影の車』『家族』とたんねんに作ったものが好評を得ているが、松竹はその波にのって年二、三本のそうした作品を製作する。来年（1971年）の第一作はこの『内海の輪』第二作は『アーロン収容所』を予定している。今度の松本原作ものは既に野村監督で『ゼロの焦点』『張込み』をやっているが、在来の野村・橋本コンビと違った形で作ることになり人選の結果、斎藤耕一監督に白羽の矢を立て、又斎藤監督と意気の合う山田氏に脚本をお願いした。松本原作は男が主体となったものが多いが、女を主体にするもので未映画化小説60余篇を企画部で選んで『霧笛の町』に決定、題名を映画向きに変えて着手することになった。これは岩下志麻君にうってつけのものだし、相手役の考古学教授には中山仁君が出演を快諾した。（1970年）11月20日に第一稿が出来るのでその時点でキャストを決め、12月初旬決定稿が出来次第クランクインする。ロケを六甲付近と、雪の新潟が必要なのでその辺の調整を考える。1971年1月下旬アップするが、封切はロードショーにするにしてもこれから決める」と話した。岩下志麻は「お話があって早速読みましたが推理小説というより愛のドラマのように感じました。女のサガとでもいいましょうか、女の愛の一つのタイプのもので一生懸命演じてみたいと思います」と話した。事情は不明だが、考古学助教授役は、中山仁から中尾彬に変更になっている。
撮影
撮影の竹村博は「前年、この作品と同じ原作者（松本清張）の映画化『影の車』が封切され、作品の中に三色分解やレリーフなど特殊技法が駆使されていた（撮影は川又昂）。この『内海の輪』でも、そうした思い出なり過去のシーンがコンストラクションの中において当然出てくるのだが、今回はそうした特殊処理は一切排除し、主人公たちの行動を第三者の立場から傍観して客観的に描こうというのが第一の目的だった」などと述べている。また女性心理が中心になっている原作から、女の哀れさ、男のエゴイズムの丸出しを上手く表現描出したいと考えた...撮影実数27日、約9400尺」などと述べている。
三國連太郎は妻(岩下志麻)の全身を撫でることしかできない性的不能者の役だが、三国は愛欲演技のリアリズムで定評があり岩下も覚悟を決めていた。岩下の肩を噛むシーンがあり、三国が「本当に噛みついていいか？」と岩下に聞くので「OKです」と言ったら激しく噛みつき撮影中断。さらに指を岩下の秘部に二度触れた。三国は東映在籍時代の『越後つついし親不知』で佐久間良子の秘部に触り、佐久間は三国と一切口をきかなくなったといわれる常習犯だったが、本作では三国の方が照れて有料試写会には姿を見せなかったという。
撮影記録
『週刊明星』1971年2月14日号に「雪の新潟、水上温泉、そして大阪、松山市、尾道、倉敷、仙酔島、有馬、蓬萊峡などに約20日間のロケを行った」と書かれている。全体の3分の2がロケ。
瀬戸内海ロケは1971年1月8日、広島県尾道市からスタートし、水中翼船に乗り愛媛県へ。冒頭の釣り場シーンは愛媛県松山市。尾道へ戻り、旅館内と尾道市内の撮影。その後、広島県福山市鞆の浦仙酔島。大弥山で高所恐怖症の岩下志麻の撮影。仙酔島撮影は2日間。この後、岡山県倉敷市に移動。1月19日、兵庫県西宮市蓬萊峡着。一旦、大船撮影所に戻り、その後、群馬県水上温泉。以降、大船のセットでクランクアップまで、ほぼ連日徹夜の強行撮影。撮影の竹村の証言から撮了は1971年1月末か2月に入ってからと見られ、公開日が1971年2月10日のため、ポストプロダクションは1週間程度と見られる。
断崖のシーンはラストではないものの、全国の景勝地、恋愛がもつれ、主人公がエリートコースを守るため愛人を殺す設定など、後の2時間ドラマの基本フォーマットネタが使われる。
岩下志麻は1960年代からの人気女優であったが、中尾彬も当時テレビ、映画に引っ張りだこの人気俳優になっていた。中尾は「毎日、思わぬ観光旅行ができるうえ、日本一の女優さん相手にラブシーンができるなんて」とロケを喜んだ。

### 宣伝
当時の雑誌や新聞等に広告を掲載する際、読者は活字を読むことに慣れているため、過剰にキャッチコピーが使用される。『映画時報』1971年1月号の表紙に掲載された広告は、岩下志麻の顔のドアップの周りを囲むように以下のコピーが使われている。「『影の車』をしのぐ恐怖とセクスの衝撃ドラマ！ 松本清張原作＝岩下志麻主演＝斉藤耕一監督 （週刊朝日『黒の儀式』シリーズ・カッパノベルズ『内海の輪』） あなたを殺そうとする男を愛せるか? 〇岩下志麻の強烈セクスシーン（17回）〇作品の大きさ（ミステリーと性）〇『影の車』を超える大作です〇松竹の絶対自信番組！ 気品と淫蕩がデリケートに息づく 岩下志麻女盛りの濃密演技！」。

### 騒動
映画公開中か、公開後の『シナリオ』1971年4月号で、脚本の山田信夫と宮内婦貴子が公開状を出した。内容は「出来上がった『内海の輪』は、私たちのシナリオによる映画ではない。脚本を全面改訂したものになっている」という抗議だった。これに対して斎藤耕一は『シナリオ』1971年8月号で「自分の作品系列を見れば、脚本通りに映画が完成したという例は1本もない。はなはだしい場合は、結末が白から黒に変ってしまったものさえある。では、どうして脚本通り撮れないのか。ぼくにとって、作品の完成という言葉の意味は、脚本を書きだすときに始まり、以後永久に終わることなく続くであろう激しい試行錯誤の一時的な中断に過ぎない。演出コンテというものが、あくまで真実に対する仮説の上に成り立っているものだと解釈すれば、脚本もまた本質的には同じである。事実は絶えずひとつだが、仮説は無数にあり、その選択は自由である」などと反論した。

### 作品の評価

#### 批評家評
- 淀川長治は「題名の呼びかたは『ないかいのわ』。この監督は映画の面白さをよくわきまえていて四国、新潟、水上、兵庫の蓬莱峡と美景がきれいな撮影（竹村博）で目を楽しませる。きれいな景色とこわい話の二重奏で面白い。ところが男が殺気を持つところと、女が殺気に気づくその一番かんじんなところが話べたで、ハムサンドの中にハムが入っていない恨み。一番巧いところは、さめてゆくのを知って、泣きながら旅館のめしを食うところと、宿に男がいないので、あわてて蓬莱峡に駆登り、ぞうりの鼻緒を切ったとき。せんさい、見事であった。岩下志麻はもはやカトリーヌ・ドヌーブ級のうまさ。問題は青年のエゴと弱さをさらけだす宗三役の中尾彬。これが弱さのかげをもっと深く見せねばならなかった。難役ゆえに惜しい。ラストはヒッチコックなら身の毛もよだつ描写を見せたであろう。しかし日本映画もこれほど上等になってきた」などと評した[11]。

- 高澤瑛一は「内海の輪』は、ミステリーというより岩下志麻が演じるヒロインの心理の奇怪さを描き出す作品になった。カメラで現実の不可解さを写しとる。その創作方法は斎藤監督がゴダールに共感していたことからも自明だ」などと評している[10]。

## テレビドラマ

### 1982年版
「松本清張の内海の輪」。1982年4月17日21:02-22:53、TBS系列の「ザ・サスペンス」枠にて放映。視聴率18.7％（ビデオリサーチ調べ、関東地区）。現在はDVD化されている。
キャスト
- 江村宗三（東都大学助教授）：滝田栄
- 西田美奈子（宗三の元兄嫁、松山の洋品店主の妻）：宇津宮雅代
- 中根佐世子（宗三の教え子）：岡まゆみ
- 串田刑事：井川比佐志
- 塚田（宗三の助手）：三ツ木清隆
- 江村照代（宗三の妻）：松本留美
- 江村寿夫（宗三の兄、美奈子の元夫）：小坂一也
- 主任教授（宗三の師）：高橋昌也
- 遺跡発掘隊の助手：長塚京三
- 寿夫の愛人：ひし美ゆり子
- 橘助教授（宗三のライバル）：小沢象
- 田上シンスケ（殺人犯）：粟津號
- 警備員（佐世子の父の同僚）：小林まさひろ
- 秋間登
- 松浪志保
- 村上幹夫
- ナレーター：寺田農

スタッフ
- 企画：霧プロダクション
- 脚本：中島丈博
- 監督：井上昭
- 音楽：田辺信一
- 撮影：小林節雄
- 美術：川崎軍二
- 助監督：息邦夫
- ロケ協力：岡山市、鞆シーサイドホテル、水上藤屋ホテル
- プロデューサー：小林重隆（大映テレビ）
- 企画：春日千春（大映テレビ）、樋口祐三（TBS）
- 制作：大映テレビ、TBS

| TBS系列 ザ・サスペンス       | TBS系列 ザ・サスペンス           | TBS系列 ザ・サスペンス     |
| 前番組                       | 番組名                           | 次番組                     |
| ---------------------------- | -------------------------------- | -------------------------- |
| 陽のあたる場所 （1982.4.10） | 松本清張の内海の輪 （1982.4.17） | 父殺しの報酬 （1982.4.24） |

### 2001年版
「松本清張スペシャル・内海の輪」。2001年3月27日21:33-23:24、日本テレビ系列の「火曜サスペンス劇場」枠にて放映。現在はDVD化されている。
ラストの犯行の決め手になる小道具が原作や映画版と異なる。
キャスト
- 江村宗三：中村雅俊
- 西田美奈子：十朱幸代
- 江村侑子：紺野美沙子
- 西田啓太郎：石橋蓮司
- 江村寿夫：西田健
- 橋本警部補：塩見三省
- 矢部：丸岡奨詞
- 江村信治：野村昇史
- 江村佐和：柳川慶子
- 亀井義彦：廣田行生
- 川島部長：勝部演之
- 長谷記者：伊藤昌一
- 杉原刑事：小久保丈二
- 佐々木敏
- 丸野保
- 寉岡萌希
- 寉岡瑞希
- 藤田宗久
- 平野稔
- 元井須美子
- 高間智子
- 磯西真喜
- 浅倉里美
- 森下まひろ
- 長瀬健
- 藤野玉江
- 上田幸治
- 中村駿佑

スタッフ
- 脚本：那須真知子
- 監督：三村晴彦
- 音楽：佐藤允彦
- 選曲：合田豊
- ロケ協力：神戸フィルムオフィス、明星大学、西日本旅客鉄道、芦原温泉、松山市、尾道市、福山市　ほか
- 資料提供：明治大学考古学博物館、西宮市立郷土博物館
- 技術協力：バル・エンタープライズ
- 編集・MA：ザ・チューブ
- 関西サイド制作協力：東映太秦映像
- スタジオ：TMC-1
- プロデュース：伊藤祥二、加藤教夫
- 企画協力：電通音楽出版
- 制作著作：C.A.L

ロケ地
- 広島県　
  - 尾道市、福山市鞆の浦仙酔島
- 兵庫県蓬萊峡
- 東京都中央区銀座...江村と美奈子が10年ぶりに再会するシーン

※風景だけのシーンではなく、俳優参加のシーン。
| 日本テレビ系列 火曜サスペンス劇場 | 日本テレビ系列 火曜サスペンス劇場         | 日本テレビ系列 火曜サスペンス劇場                |
| 前番組                            | 番組名                                    | 次番組                                           |
| --------------------------------- | ----------------------------------------- | ------------------------------------------------ |
| 救命救急センター2 （2001.3.20）   | 松本清張スペシャル 内海の輪 （2001.3.27） | 刑事・鬼貫八郎12 （原作：鮎川哲也） （2001.4.3） |